# SingStar ABBA
A SingStar ABBA egy éneklős, hangszimulációs Videojáték, melyet 2008-ban jelentettek meg PlayStation 2, és PlayStation 3-on. Ez volt az első "bandaspecifikus" SingStar játék, melyet a SingStar Queen követett 2009-ben.

## Fejlesztés
David Reeves, a Sony Computer Entertainment Europe elnöke így nyilatkozott a megjelenésről: "Nagyon örülünk, hogy együttműködhetünk az ABBA-val, és idén karácsonykor piacra dobhatjuk a dalaikat a SingStarra...Ennek az ikonikus zenekarnak a népszerűsége évről-évre csak növekszik, és a rajongók nagy örömére szolgál, hogy ezt a válogatást hozzáadhatják SingStar gyűjteményükhöz.
Patrick Foster a The Times munkatársa arról számolt be, hogy a brit Bocu zenei kiadó, mely több mint 30 évvel ezelőtt megszerezte az ABBA dalok jogait, együttműködött a Sony-val a SingStar ABBA kiadásában.

## A játék
Arnold Katajev, a PSXtreme munkatársa elmondta, hogy a játék "nagyon letisztult felhasználói felülettel rendelkezik, mellyel még egy ötéves is elboldogul, és ahol a játékos megpróbálhatja a lehető legjobb szintet elérni. A cél az, hogy a lehető legpontosabban énekelve töltse ki a képernyőn lévő sávokat. Ha nem megfelelően énekel, akkor a sáv alatti sáv színesre változik, hasonlóképpen reagál arra is, ha megfelelő szintet sikerül elérni az éneklésben. Ez egy nagyon intuitív rendszer, és a játék működésének elvére rájönni nem tart tovább 10 másodpercnél.

## Számlista
A PlayStation 2 változat 20 dalt, míg a PlayStation 3 25 dalt tartalmaz.
| Title                                         | On PlayStation 2 verzió | On PlayStation 3 verzió |
| --------------------------------------------- | ----------------------- | ----------------------- |
| "Chiquitita"                                  | Igen                    | Igen                    |
| "Dancing Queen"                               | Igen                    | Igen                    |
| "Does Your Mother Know"                       | Igen                    | Igen                    |
| "Fernando"                                    | Igen                    | Igen                    |
| "Gimme! Gimme! Gimme! (A Man After Midnight)" | Igen                    | Igen                    |
| "Happy New Year"                              | Nem                     | Igen                    |
| "Head over Heels"                             | Nem                     | Igen                    |
| "I Do, I Do, I Do, I Do, I Do"                | Igen                    | Igen                    |
| "Knowing Me, Knowing You"                     | Igen                    | Igen                    |
| "Mamma Mia"                                   | Igen                    | Igen                    |
| "Money, Money, Money"                         | Igen                    | Igen                    |
| "One of Us"                                   | Igen                    | Igen                    |
| "Ring Ring"                                   | Igen                    | Igen                    |
| "SOS"                                         | Igen                    | Igen                    |
| "Summer Night City"                           | Igen                    | Igen                    |
| "Super Trouper"                               | Igen                    | Igen                    |
| "Take a Chance On Me"                         | Igen                    | Igen                    |
| "Thank You for the Music"                     | Igen                    | Igen                    |
| "The Day Before You Came"                     | Nem                     | Igen                    |
| "The Name of the Game"                        | Igen                    | Igen                    |
| "The Winner Takes It All"                     | Igen                    | Igen                    |
| "Under Attack"                                | Nem                     | Igen                    |
| "Voulez-Vous"                                 | Igen                    | Igen                    |
| "Waterloo"                                    | Igen                    | Igen                    |
| "When All Is Said and Done"                   | Nem                     | Igen                    |